# Hierococcyx
Hierococcyx — рід зозулеподібних птахів родини зозулевих (Cuculidae). Представники цього роду мешкають в Азії. Раніше їх відносили до роду Зозуля (Cuculus)

## Види
Виділяють вісім видів:
- Зозуля вусата (Hierococcyx vagans)
- Зозуля велика (Hierococcyx sparverioides)
- Зозуля острівна (Hierococcyx bocki)[8]
- Зозуля білогорла (Hierococcyx varius)
- Зозуля рудовола (Hierococcyx hyperythrus)[9]
- Зозуля філіпінська (Hierococcyx pectoralis)
- Зозуля ширококрила (Hierococcyx fugax)
- Зозуля індокитайська (Hierococcyx nisicolor)[10][11][12]

## Етимологія
Наукова назва роду Hierococcyx походить від сполучення слів дав.-гр. ἱεραξ — яструб і κοκκυξ — зозуля..